# Kollecja
Kollecja (Colletia Comm. ex Juss.) – rodzaj roślin z rodziny szakłakowatych (Rhamnaceae). Obejmuje pięć gatunków. Występują one w Ameryce Południowej na obszarze od Ekwadoru na północy, poprzez Peru, Brazylię, po Argentynę i Chile na południu. Nazwa rodzajowa upamiętnia francuskiego botanika Philiberta Colleta.
Rośliny te rosną w miejscach otwartych na stokach wzgórz, wydm i wzdłuż nadmorskich klifów. Na ich korzeniach znajdują się brodawki, w których żyją bakterie promieniowce z rodzaju Actinomycetes, mające zdolność asymilowania wolnego (atmosferycznego) azotu. Kwiaty zapylane są przez pszczoły i prawdopodobnie także kolibry.
W strefie klimatu ciepłego i łagodnego popularnie uprawiane są dwa gatunki kollecja uzbrojona C. hystrix i C. paradoxa, ozdobne z powodu okazałych cierni, igłowatych u pierwszego i spłaszczonych u drugiego gatunku. Ich kwiaty są drobne i białe. Efektowne kwiaty – czerwone i osiągające 1 cm długości ma C. ulicina. C. spinosissima ma korzenie o dużej zawartości saponin, z powodu których używane są jak mydło.

## Morfologia
PokrójSilnie cierniste krzewy osiągające 4 m wysokości.
LiścieNaprzeciwległe, ale obecne tylko na bardzo młodych roślinach.
KwiatyObupłciowe, skupione po kilka w pęczki lub wyrastające pojedynczo. Działek kielicha jest 5, są one barwne – białe, różowe, rzadziej czerwone i zrośnięte w rurkę lub dzwonek. Płatków korony brak. Pręcików jest od czterech do sześciu. Zalążnia górna powstaje z trzech owocolistków, Słupek zwieńczony jest trójdzielnym znamieniem.
OwoceTorebki otwierające się trzema klapami.

## Systematyka
Jeden z rodzajów z rodziny szakłakowatych (Rhamnaceae). Stanowi takson monofiletyczny w obrębie plemienia Colletieae.
Wykaz gatunków
- Colletia hystrix Clos – kollecja uzbrojona[4]
- Colletia paradoxa (Spreng.) Escal.
- Colletia spartioides Bertero ex Colla
- Colletia spinosissima J.F.Gmel.
- Colletia ulicina Gillies & Hook.

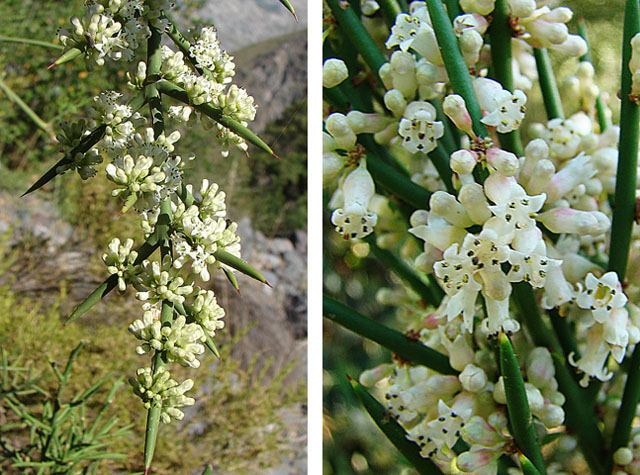
Colletia hystrix
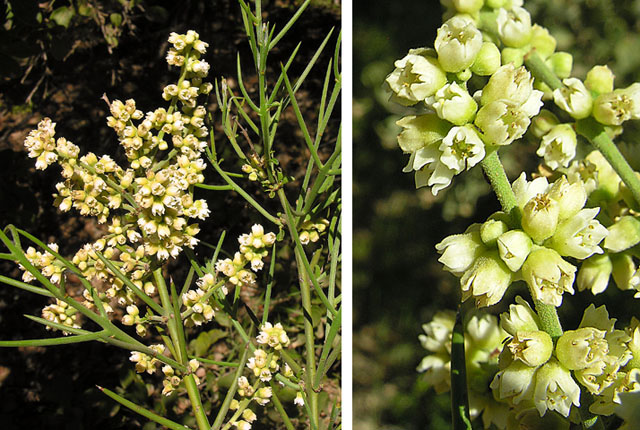
Colletia spinosissima
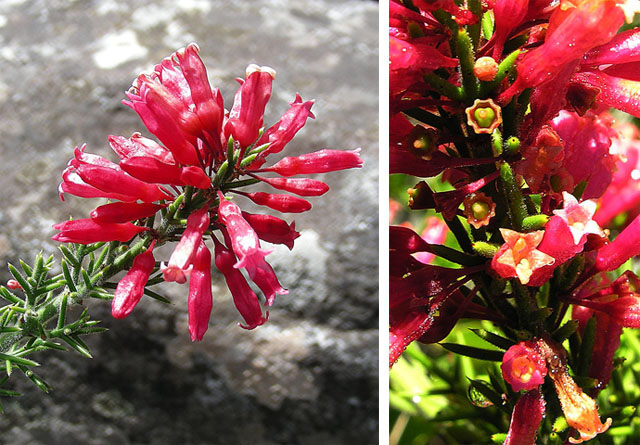
Colletia ulicina